# Louise Rayner
Louise Rayner (Matlock Bath, 21 juni 1832 - St Leonards-on-Sea, 8 oktober 1924) was een Britse aquarelschilder.

## Biografie
Louise Rayner werd in 1832 geboren als kind van twee kunstzinnige ouders. Haar vader Samuel Rayner was schilder en haar moeder Ann Rayner was een graveur. In 1842 verhuisde het gezin van de Rayners naar Londen en vanaf vijftienjarige leeftijd begon ze met het studeren van schilderkunst. Eerst studeerde ze bij haar vader, maar later ook bij andere schilders als George Cattermole, Edmund John Niemann en David Roberts. Haar eerste tentoongestelde kunstwerk was The Interior of Haddon Chapel en werd in 1852 tentoongesteld op de Royal Academy of Arts.
Vanaf 1860 legde Rayner zich toe op het schilderen van aquarelstukken. Ze leefde lange tijd in Chester en woonde en werkte in 1879 ook kortstondig in Den Haag. Rond 1910 verhuisde Rayner naar Tunbridge Wells en later naar St Leonards-on-Sea waar ze in 1924 overleed.

## Galerij

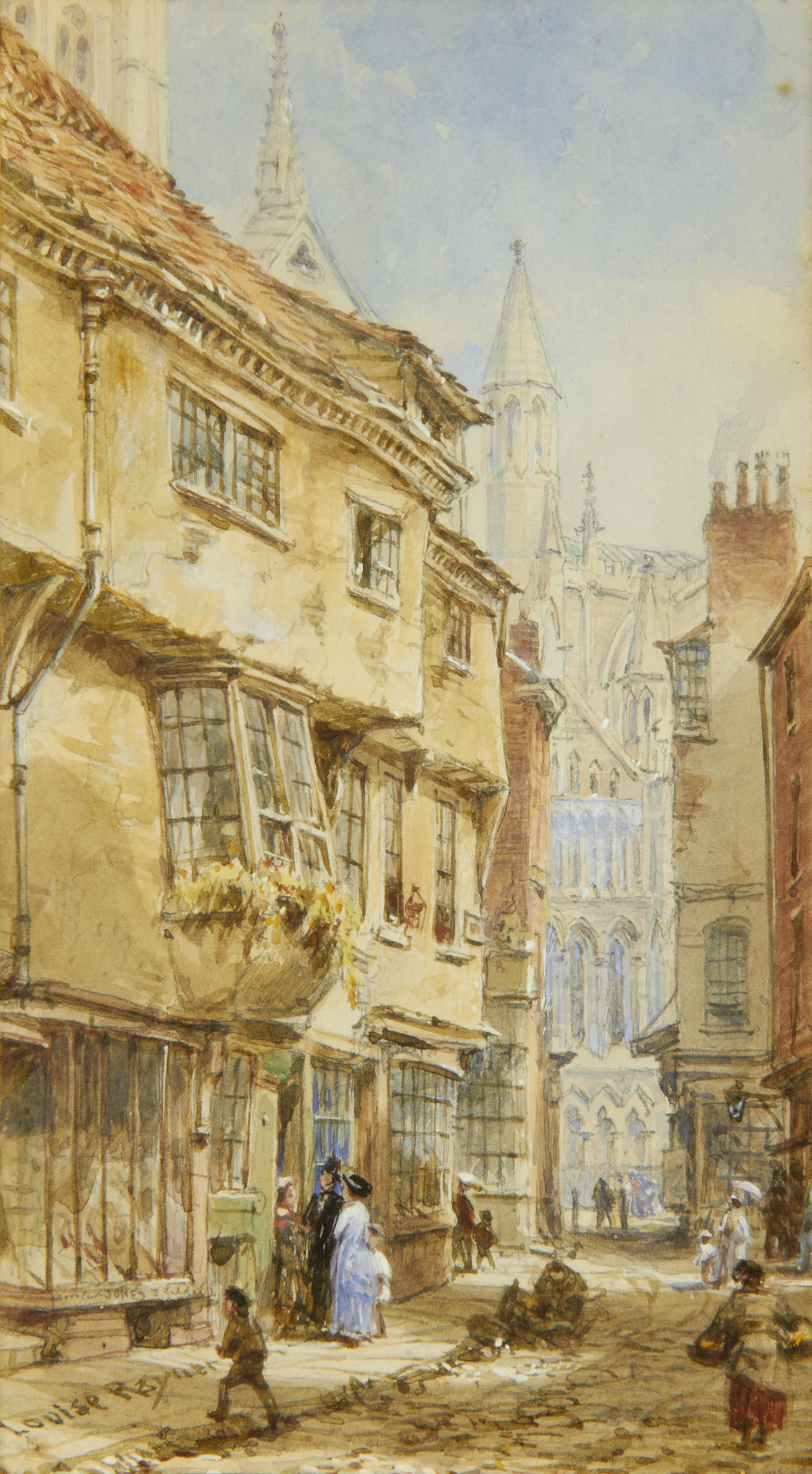
Stonegate in York
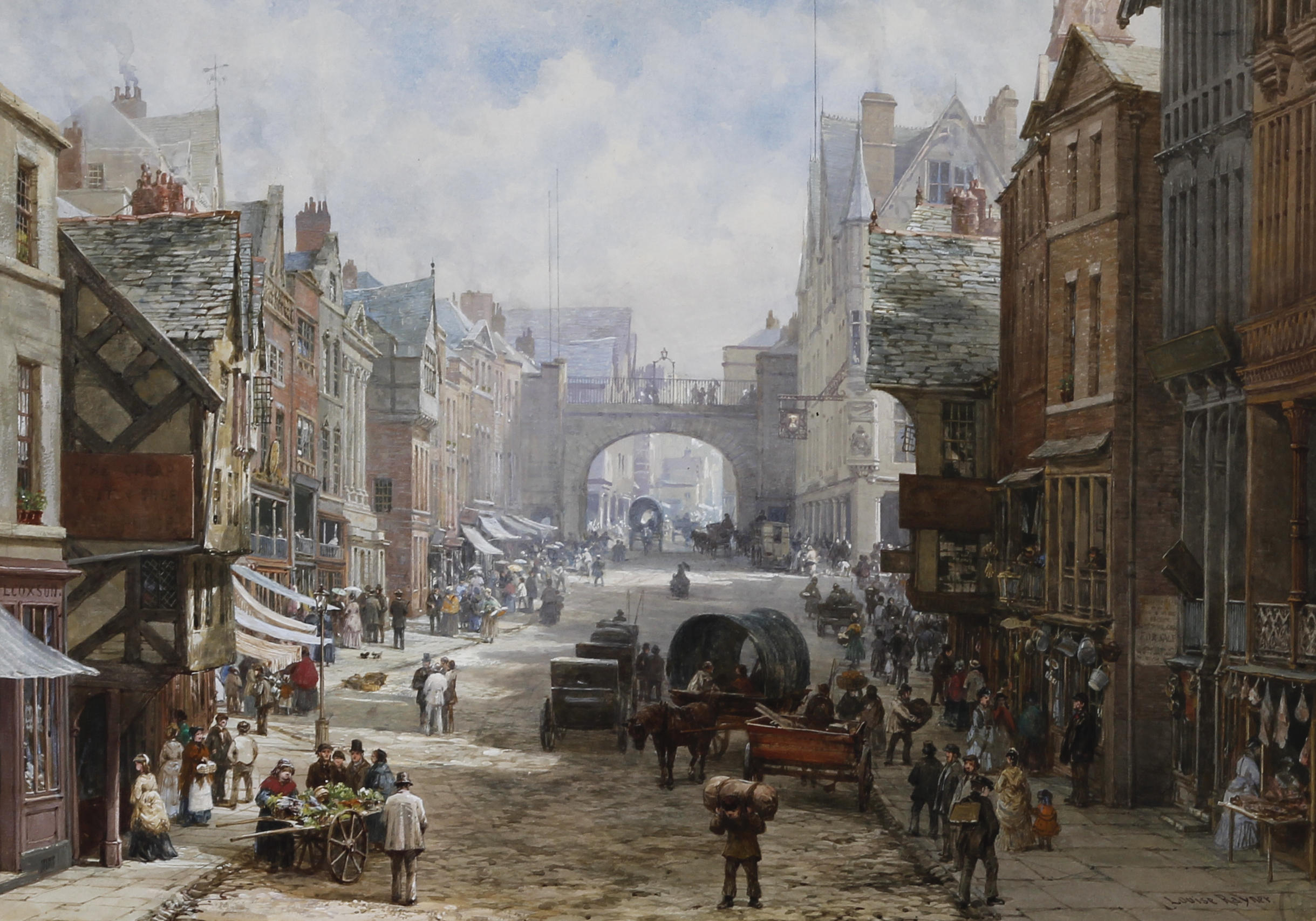
Eastgate Street in Chester
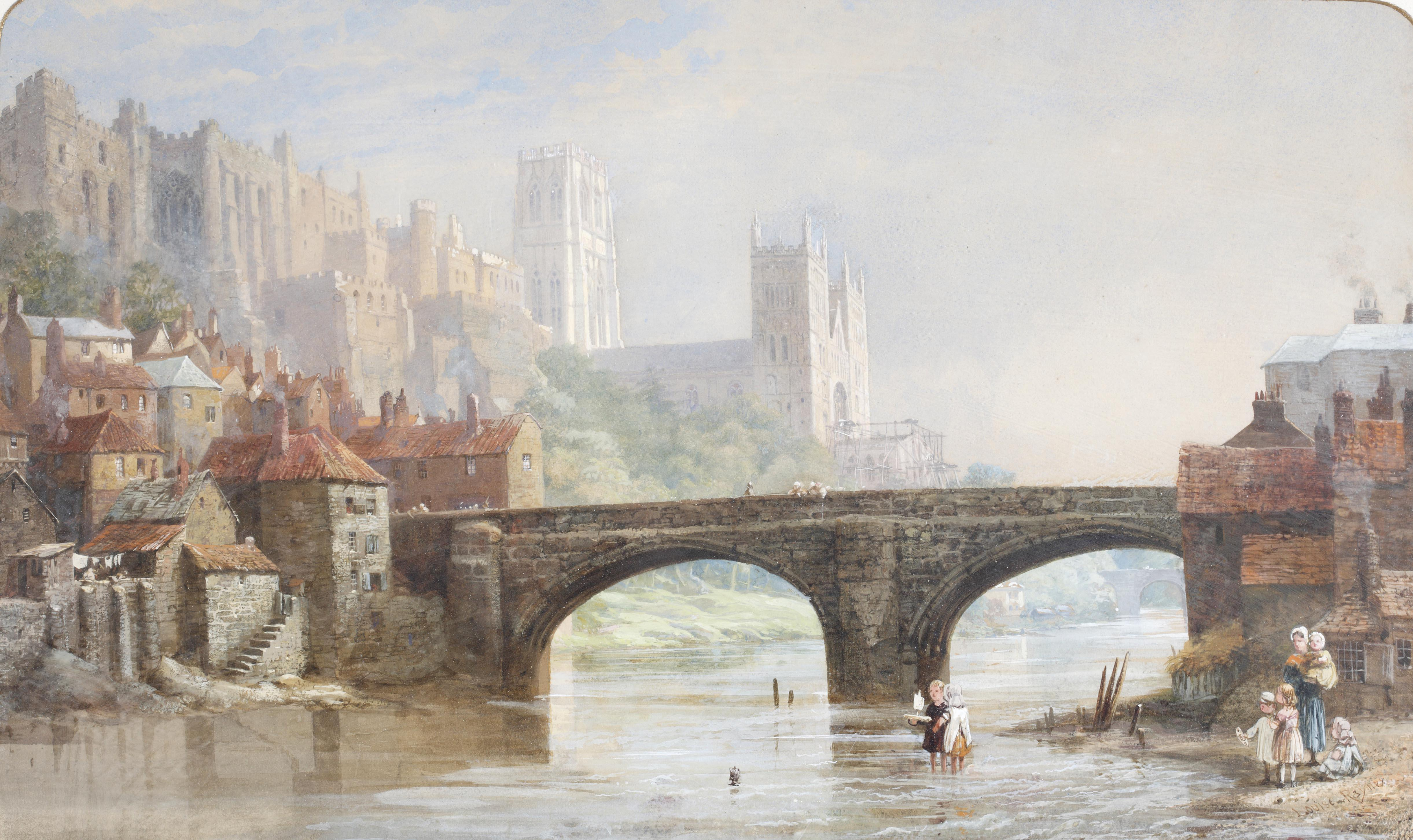
Kathedraal van Durham met de Framwellgate Bridge op de voorgrond
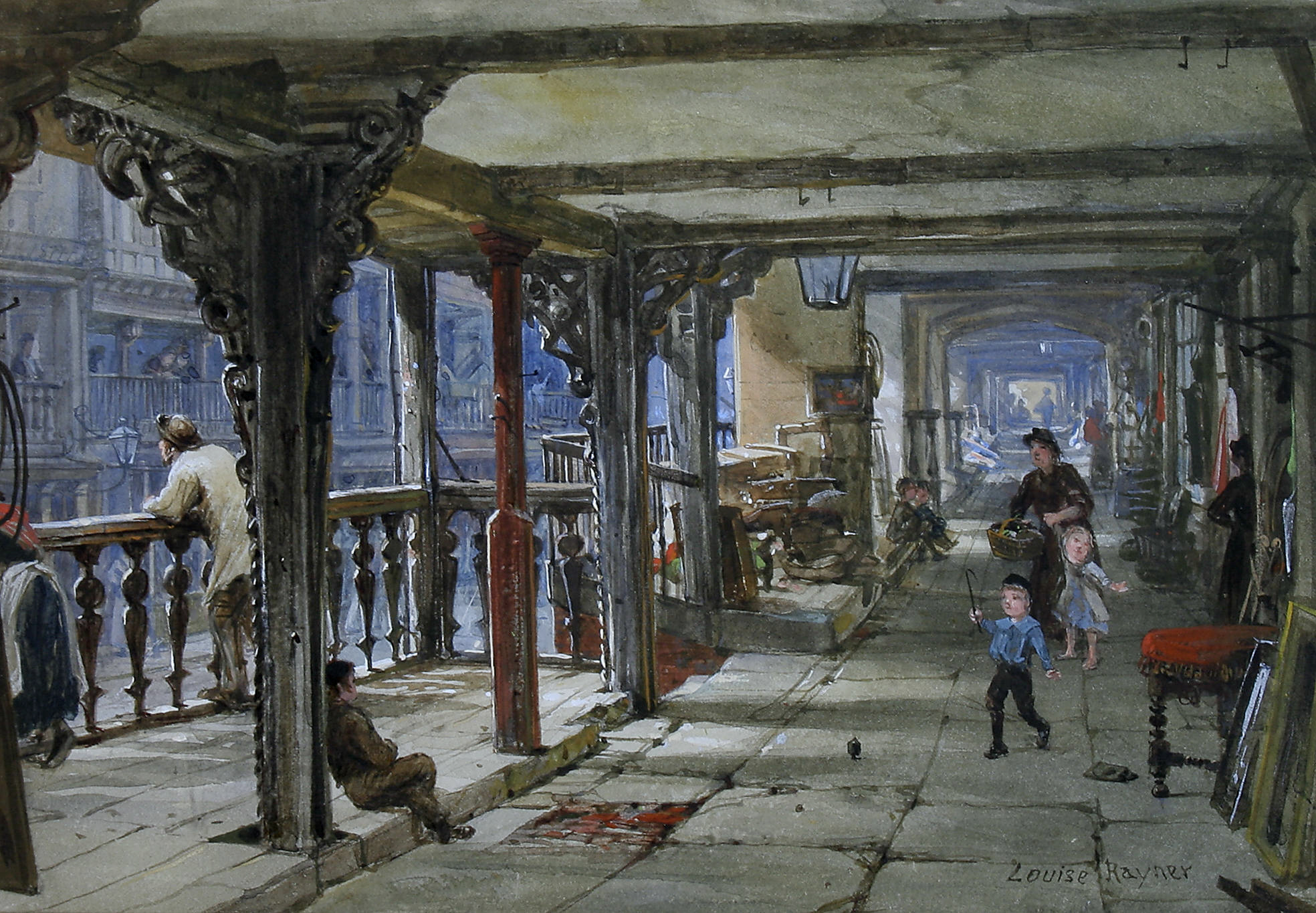
Watergate Street Row South

- Art Gallery of South Australia: 2984
- International Standard Name Identifier: 0000 0000 9667 6048
- Library of Congress Control Number: n79072234
- RKD-Nederlands Instituut voor Kunstgeschiedenis: 65802
- Union List of Artist Names: 500016514
- Virtual International Authority File: 93518391
- WorldCat: E39PBJmhVby9rd6McVYYMfFh73